# 佐藤瑠生亮
佐藤瑠生亮（2004年8月12日—）是日本男演員。出生于宮城縣，隶属于ケイファクトリー旗下。

## 影視作品

### 電影
- 鬼太郎之妻（2010年）：飾 飯塚照夫(甥)
- 白兔玩偶（2011年）：飾 二谷光輝
- 黑百合公寓（2013年）：飾 二宮聰

### 電視
- Challenged（日语：チャレンジド (テレビドラマ)）（2009年）：飾 塙大介
- 靛青之夜（日语：インディゴの夜）（2010年）
- 空中急診英雄2（2010年）
- 2個媽媽（2010年）
- 逃亡律師（日语：逃亡弁護士 成田誠）（2010年）
- 黑豹 人中之龍新章（2010年）
- 頂尖神醫（2011年）
- 再見我們的幼稚園（日语：さよならぼくたちのようちえん (テレビドラマ)）（2011年）：飾 植原拓實
- 秘密諜報員 Erika（日语：秘密諜報員 エリカ）（2011年）：飾 藤村翔
- 白戶修的事件簿（日语：白戸修の事件簿）（2012年）：飾 黒崎仁志
- 整形艷后（2012年）：飾 市井達也
- GTO 特別篇（2012年）：飾 和久井繭（童年）
- 心療中-in the Room-（日语：心療中-in the Room-）（2013年）：飾 天間歩
- 刑警二人組（2013年）：飾 堂本信一郎（童年）
- 激流～你還記得我嗎？～（2013年）：飾 隆一
- 律政狂人2（2013年）：飾 東山弘夢
- 平安夜之戀（日语：恋するイヴ）（2013年）：飾 内山直樹
- MOZU Season1（2013年）：飾 新谷和彦（少年）
- 同學會後愛上你（2014年）：飾 柳正太
- 愛上女老師（2015年）：飾 平慶（童年）
- 未聞花名（2015年）：飾 松雪集（童年）
- 熱血老師（日语：がっぱ先生!）（2016年9月23日）：飾 中嶋涼
- 石川五右衛門（2016年10月21日）：飾 岩川礼三郎